# Grand Prix van Zwitserland 1949
De Grand Prix van Zwitserland 1949 was een autorace die werd gehouden op 3 juli 1949 op het Stratencircuit Bremgarten.

## Uitslag
| Positie | Nummer | Rijder               | Team               | Ronden | Tijd/Opgave     | Startplaats |
| ------- | ------ | -------------------- | ------------------ | ------ | --------------- | ----------- |
| 1       | 30     | Alberto Ascari       | Ferrari            | 40     | 1:59:24.6       | 3           |
| 2       | 34     | Luigi Villoresi      | Ferrari            | 40     | + 56.6          | ?           |
| 3       | 18     | Raymond Sommer       | Talbot-Lago-Talbot | 40     | + 1:06.7        | ?           |
| 4       | 8      | Philippe Étancelin   | Talbot-Lago-Talbot | 40     | + 1:43.3        | ?           |
| 5       | 22     | Prince Bira          | Maserati           | 40     | + 2:06.7        | 2           |
| 6       | 16     | Louis Rosier         | Talbot-Lago-Talbot | 40     | + 2:28.3        | ?           |
| 7       | 46     | Toulo de Graffenried | Maserati           | 39     | + 1 Ronde       | ?           |
| 8       | 28     | Reg Parnell          | Maserati           | 39     | + 1 Ronde       | ?           |
| 9       | 36     | Peter Whitehead      | Ferrari            | 39     | + 1 Ronde       | ?           |
| 10      | 14     | Pierre Levegh        | Talbot-Lago-Talbot | 38     | + 2 Rondes      | ?           |
| 11      | 50     | Fred Ashmore         | Maserati           | 38     | + 2 Rondes      | ?           |
| 12      | 12     | Georges Grignard     | Talbot-Lago-Talbot | 38     | + 2 Rondes      | ?           |
| 13      | 2      | Johnny Claes         | Talbot-Lago-Talbot | 38     | + 2 Rondes      | ?           |
| 14      | 38     | Antonio Branca       | Maserati           | 37     | + 3 Rondes      | ?           |
| 15      | 44     | Rudi Fischer         | Simca Gordini      | 36     | + 4 Rondes      | ?           |
| 16      | 48     | Harry Schell         | Talbot-Lago-Talbot | 34     | + 6 Rondes      | ?           |
| 17      | 42     | Alfred Dattner       | Simca Gordini      | 31     | + 9 Rondes      | ?           |
| NF      | 20     | Giuseppe Farina      | Maserati           | 13     | Oliedruk        | 1           |
| NF      | 24     | Frank Séchehaye      | Maserati           | 10     | Versnellingsbak | ?           |
| NF      | 26     | Clemente Biondetti   | Talbot-Lago-Talbot | 2      | Remmen          | ?           |

1934 · 1935 · 1936 · 1937 · 1938 · 1939 · 1947 · 1948 · 1949 · 1950 · 1951 · 1952 · 1953 · 1954 · 1975 · 1982